# Eleição presidencial nos Estados Unidos em 1996
A eleição presidencial nos Estados Unidos em 1996 foi realizada em 5 de Novembro de 1996, em conjunto com eleições para alguns governadores, senadores e todos os representantes. Os principais candidatos foram o presidente Bill Clinton, do Partido Democrata e o senador do Kansas Bob Dole, do Partido Republicano. O empresário Ross Perot, que ganhou 18,9% do voto popular como candidato independente nas eleições de 1992, concorreu como candidato ao Partido Reformista. Perot recebeu menos atenção da mídia em 1996 e foi excluído dos debates presidenciais.
Clinton e o vice-presidente Al Gore foram renomeados sem incidentes pelo Partido Democrata. Numerosos candidatos entraram nas primárias republicanas de 1996, com Dole considerado o principal candidato da frente. Dole conquistou a indicação depois de derrotar os desafios do editor Steve Forbes e do líder dos paleoconservadores Pat Buchanan. O companheiro de chapa de Dole era Jack Kemp, um ex-congressista e jogador de futebol que havia servido como secretário de Habitação sob o governo do presidente George H. W. Bush.
As chances de vitória de Clinton foram inicialmente consideradas reduzidas no meio de seu mandato, já que seu partido havia perdido a Câmara dos Deputados e o Senado em 1994 pela primeira vez em décadas. Ele conseguiu recuperar terreno quando a economia começou a se recuperar da recessão do início dos anos 90 com um cenário mundial relativamente estável. Clinton ligou Dole a Newt Gingrich, o impopular presidente republicano da Câmara. Dole prometeu uma redução geral de 15% nos impostos federais e atacou Clinton como membro da geração "mimada" de Baby Boomer. A idade de Dole era uma questão persistente nas eleições, e as gafes de Dole exacerbaram a questão para sua campanha.
Clinton manteve uma margem de votação consistente sobre Dole e venceu a reeleição com uma margem substancial no voto popular e no Colégio Eleitoral. Clinton se tornou o primeiro democrata desde Franklin D. Roosevelt a vencer duas eleições presidenciais diretas. Dole ganhou 40,7% dos votos populares e 159 votos eleitorais, enquanto Perot ganhou 8,4% dos votos populares. Apesar da derrota de Dole, o Partido Republicano conseguiu manter a maioria na Câmara dos Deputados e no Senado. A participação foi registrada em 51,7%, a menor para as eleições presidenciais desde 1924.

## Contexto
Em 1995, o Partido Republicano estava aproveitando os ganhos significativos obtidos nas eleições intermediárias de 1994. Nessas corridas, os republicanos, liderados por Newt Gingrich, conquistaram a maioria dos assentos na Câmara pela primeira vez em quarenta anos e a maioria dos assentos no Senado pela primeira vez em oito anos. Gingrich tornou-se presidente da Câmara, enquanto Bob Dole passou a ser o líder da maioria no Senado.
Os republicanos do 104º Congresso seguiam uma agenda ambiciosa, destacada por seu "Contrato com a América", mas eram frequentemente forçados a fazer concessões com o presidente Clinton, que exercia o poder de veto. Um impasse orçamentário entre o Congresso e o governo Clinton acabou resultando em um desligamento do governo. Enquanto isso, Clinton foi elogiado por assinar a reforma social do Partido Republicano e outros projetos notáveis, mas foi forçado a abandonar seu próprio plano de assistência médica.

## Candidatos

### Partido Democrata
Com a vantagem da incumbência, o caminho de Bill Clinton para a renomeação pelo Partido Democrata não teve intercorrências. Na Convenção Nacional Democrata de 1996, Clinton e o vice-presidente em exercício Al Gore foram renomeados com oposição simbólica. O candidato Lyndon LaRouche ganhou alguns delegados do Arkansas que foram barrados na convenção. Jimmy Griffin , ex- prefeito de Buffalo, Nova York, montou uma breve campanha, mas retirou-se após uma fraca exibição nas primárias de New Hampshire. O ex- governador da Pensilvânia Bob Casey contemplou um desafio para Clinton, mas problemas de saúde obrigaram Casey a abandonar suas chances. Clinton venceu facilmente as primárias em todo o país, com margens consistentemente superiores a 80%.
|                                    | Bill Clinton                            | Al Gore |
| para Presidente                    | para Vice-Presidente                    |         |
|                                    |                                         |         |
| 42º Presidente dos EUA (1993–2001) | 45º Vice-presidente dos EUA (1993–2001) |         |
| [ 4 ]                              |                                         |         |

### Partido Republicano
Antes das primárias de 1996, o líder republicano do Senado dos Estados Unidos e o ex-candidato a vice-presidente Bob Dole eram vistos como os vencedores mais prováveis. No entanto, Steve Forbes terminou em primeiro lugar em Delaware e Arizona enquanto paleconservador Pat Buchanan conseguiu vitórias no Alasca e Louisiana, além de um forte segundo lugar nas prévias de Iowa e uma surpreendente vitória na pequena mas fundamental New Hampshire. A vitória de Buchanan em New Hampshire alarmou o "establishment" republicano o suficiente para provocar republicanos proeminentes a se fundirem rapidamente em torno de Dole, que venceu todas as primárias começando em Dakota do Norte e do Sul. Dole renunciou ao cargo no Senado em 11 de junho e a Convenção Nacional Republicana nomeou Dole formalmente em 15 de agosto de 1996 para Presidente.
|                               | Bob Dole                            | Jack Kemp |
| para Presidente               | para Vice-Presidente                |           |
|                               |                                     |           |
| Senador do Kansas (1969–1996) | Secretário de urbanismo (1989–1993) |           |

### Outros

#### Partido Reformista
O Partido Reformista dos Estados Unidos teve grande dificuldade em encontrar um candidato disposto a concorrer nas eleições gerais. Lowell Weicker, Tim Penny, David Boren e Richard Lamm estavam entre os que buscaram sua indicação presidencial, embora todos, exceto Lamm, tenham decidido não concorrer; O próprio Lamm chegou perto de retirar seu nome da consideração. Lamm designou Ed Zschau como seu candidato a vice-presidente.
Por fim, o partido nomeou seu fundador Ross Perot do Texas em sua primeira eleição como partido político oficial. Embora Perot tenha ganhado a indicação com facilidade, sua vitória na convenção nacional do partido levou a um cisma, pois os apoiadores de Lamm o acusaram de fraudar o voto para impedir que votassem. Essa facção abandonou a convenção nacional e acabou formando seu próprio grupo, o "Partido Reformista Americano", e tentou convencer Lamm a concorrer como Independente nas eleições gerais; Lamm recusou, apontando uma promessa que fez antes de concorrer que respeitaria a decisão final do Partido. O economista Pat Choate foi nomeado vice-presidente.

O acesso da cédula para o Partido Reformista

|                     | Ross Perot           | Patrick Choate |
| para Presidente     | para Vice-Presidente |                |
|                     |                      |                |
| Empresário do Texas | Economista           |                |

## Resultados
| Resultados finais da eleição para presidente dos Estados Unidos em 1996 | Resultados finais da eleição para presidente dos Estados Unidos em 1996 | Resultados finais da eleição para presidente dos Estados Unidos em 1996 | Resultados finais da eleição para presidente dos Estados Unidos em 1996 | Resultados finais da eleição para presidente dos Estados Unidos em 1996 | Resultados finais da eleição para presidente dos Estados Unidos em 1996 | Resultados finais da eleição para presidente dos Estados Unidos em 1996 | Resultados finais da eleição para presidente dos Estados Unidos em 1996 | Resultados finais da eleição para presidente dos Estados Unidos em 1996 |
| Candidato a presidente                                                  | Estado de origem                                                        | Candidato a vice-presidente                                             | Estado de origem                                                        | Partido                                                                 | Partido                                                                 | Voto popular                                                            | Voto popular                                                            | Colégio Eleitoral                                                       |
| Candidato a presidente                                                  | Estado de origem                                                        | Candidato a vice-presidente                                             | Estado de origem                                                        | Partido                                                                 | Partido                                                                 | Votos                                                                   | Porcentagem                                                             | Colégio Eleitoral                                                       |
| ----------------------------------------------------------------------- | ----------------------------------------------------------------------- | ----------------------------------------------------------------------- | ----------------------------------------------------------------------- | ----------------------------------------------------------------------- | ----------------------------------------------------------------------- | ----------------------------------------------------------------------- | ----------------------------------------------------------------------- | ----------------------------------------------------------------------- |
| Bill Clinton                                                            | Arkansas                                                                | Al Gore                                                                 | Tennessee                                                               |                                                                         | Democrata                                                               | 47 401 185                                                              | 49,24%                                                                  | 379                                                                     |
| Bob Dole                                                                | Kansas                                                                  | Jack Kemp                                                               | Nova York                                                               |                                                                         | Republicano                                                             | 39 197 469                                                              | 40,71%                                                                  | 159                                                                     |
| Ross Perot                                                              | Texas                                                                   | Patrick Choate                                                          | Distrito de Colúmbia                                                    |                                                                         | Reformista                                                              | 8 085 294                                                               | 8,40%                                                                   | 0                                                                       |
| Ralph Nader                                                             | Connecticut                                                             | Winona LaDuke                                                           | California                                                              |                                                                         | Verde                                                                   | 685 297                                                                 | 0,71%                                                                   | 0                                                                       |
| Harry Browne                                                            | Tennessee                                                               | Jo Jorgensen                                                            | Carolina do Sul                                                         |                                                                         | Libertário                                                              | 485 759                                                                 | 0,50%                                                                   | 0                                                                       |
| Howard Phillips                                                         | Virginia                                                                | Herbert Titus                                                           | Oregon                                                                  |                                                                         | Partido da Constituição                                                 | 184 656                                                                 | 0,19%                                                                   | 0                                                                       |
| John Hagelin                                                            | Iowa                                                                    | Mike Tompkins                                                           | Massachusetts                                                           |                                                                         | Partido da Lei Natural                                                  | 113 670                                                                 | 0,12%                                                                   | 0                                                                       |
| Outros                                                                  | Outros                                                                  | Outros                                                                  | Outros                                                                  | Outros                                                                  | Outros                                                                  | 113 667                                                                 | 0,12%                                                                   | —                                                                       |
| Total                                                                   | Total                                                                   | Total                                                                   | Total                                                                   | Total                                                                   | Total                                                                   | 96 277 634                                                              | 100%                                                                    | 538                                                                     |
| Necessários para vencer                                                 | Necessários para vencer                                                 | Necessários para vencer                                                 | Necessários para vencer                                                 | Necessários para vencer                                                 | Necessários para vencer                                                 | Necessários para vencer                                                 | Necessários para vencer                                                 | 270                                                                     |